# Erixx

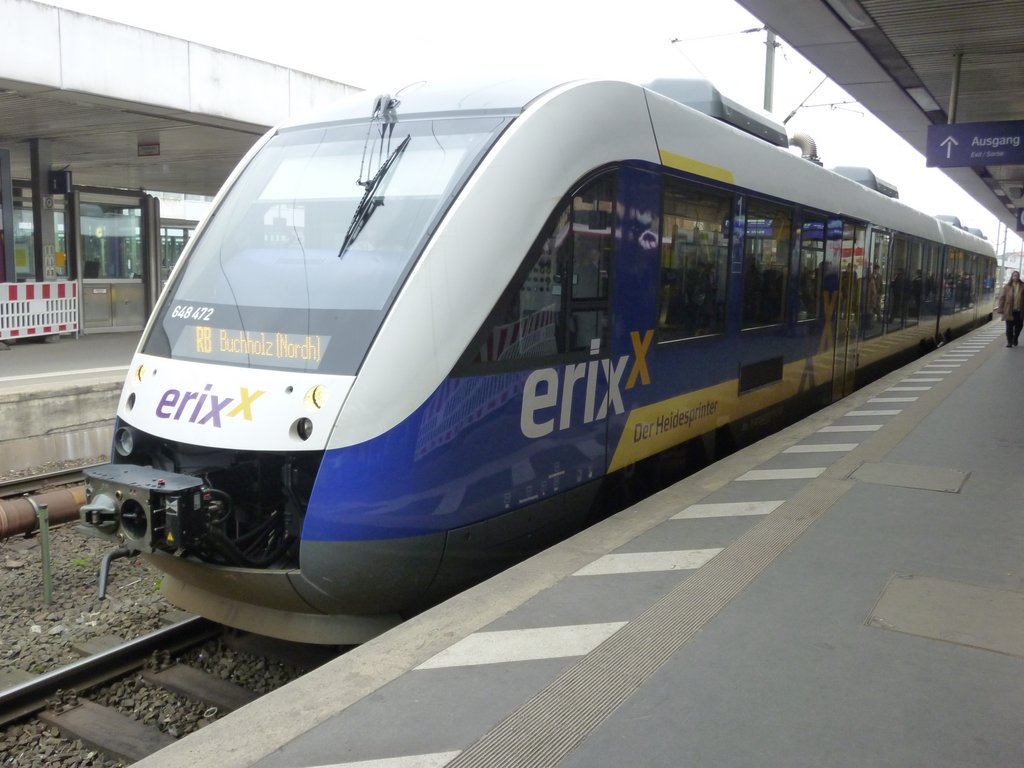
Поїзд Erixx на станції Ганновер-Головний

Erixx GmbH (стилізовано як erixx ) — приватна залізнична компанія , що обслуговує регіональні маршрути в Нижній Саксонії та Бремені, північна Німеччина. 
Компанія повністю належить  Osthannoversche Eisenbahnen AG (OHE). 
З 11 грудня 2011 року Erixx працює від імені компанії громадського транспорту Нижньої Саксонії (Landesnahverkehrsgesellschaft Niedersachsen — LNVG). 
Назва походить від Erica, роду вересових рослин, і «x», що означає Heidekreuz (вересковий хрест), рослини, що ростуть на Люнебурзькій пустці.

## Послуги

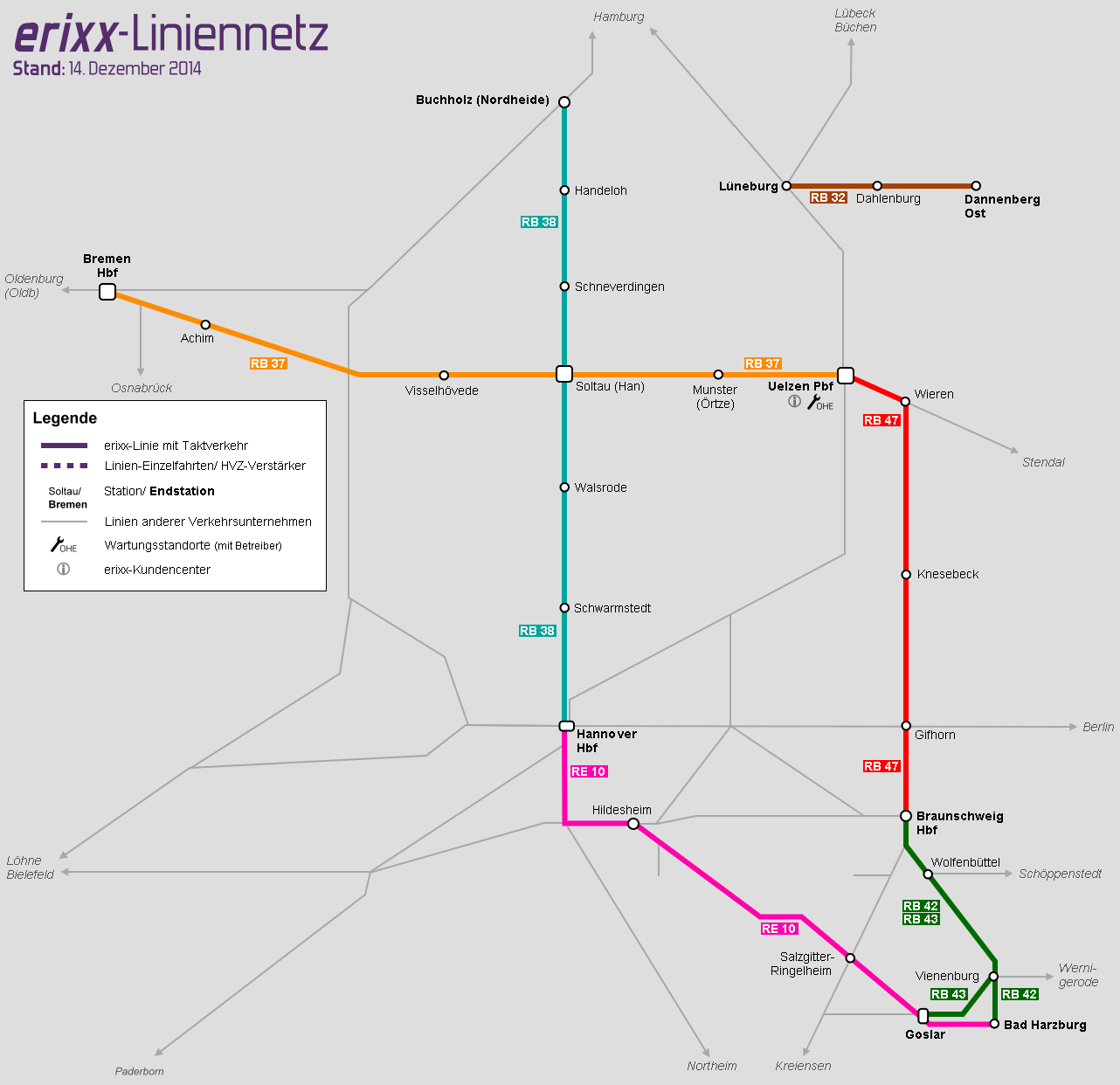
Мережа Erixx станом на грудень 2014 року.

Erixx обслуговувала маршрути RB37 і RB38 з грудня 2011 року принаймні до грудня 2019 року, які разом утворювали Heidekreuz. 
Вони працюють на Гайдебан та залізниці Ільцен — Лангведель. 
З грудня 2014 року до грудня 2029 року Erixx також обслуговуватиме послуги RE10, RB32, RB42, RB43 і RB47.
- RE 10 Ганновер — Гільдесгайм — Гослар — Бад-Гарцбург
- RB 32 Люнебург — Гітцаккер — Данненберг-Східний
- RB 37 Бремен-Головний — Зольтау (Ган) — Ільцен
- RB 38 Бухгольц (Нордгайде) — Зольтау — Ганновер-Головний
- RB 42 Брауншвайг — Вольфенбюттель — Фіненбург — Бад-Харцбург
- RB 43 Брауншвайг — Вольфенбюттель — Фіненбург — Гослар
- RB 47 Брауншвейг — Гіфгорн — Віттінген — Ільцен

## Рухомий склад
Erixx має парк із 27 дизельних автомотрис LINT-41 на RB37 та RB38. 
З грудня 2014 року Erixx також використовує 28 нових дизельних мотрис LINT-54 на нових маршрутах.